# USS Groton (SSN-694)
| «Гротон»                   | «Гротон»                         | «Гротон»                         |
| -------------------------- | -------------------------------- | -------------------------------- |
| USS Groton (SSN-694)       |                                  |                                  |
|                            |                                  |                                  |
|                            |                                  |                                  |
| Спуск на воду              | 9 жовтня 1976 року               | 9 жовтня 1976 року               |
| Виведений зі складу флоту  | 7 листопада 1997 року            | 7 листопада 1997 року            |
| Сучасний статус            | В утилізації                     | В утилізації                     |
| Проєкт                     |                                  |                                  |
| Головний конструктор       | General Dynamics Corporation     | General Dynamics Corporation     |
| Класифікація НАТО          | Los Angeles I                    | Los Angeles I                    |
| Основні характеристики     |                                  |                                  |
| Швидкість (надводна)       | 15 вузлів                        | 15 вузлів                        |
| Швидкість (підводна)       | 32 вузла                         | 32 вузла                         |
| Робоча глибина занурення   | до 290 метрів                    | до 290 метрів                    |
| Екіпаж                     | 110 (12 офіцерів)                | 110 (12 офіцерів)                |
| Розміри                    |                                  |                                  |
| Довжина найбільша (по КВЛ) | 110,3 метра                      | 110,3 метра                      |
| Ширина корпусу найб.       | 10 метрів                        | 10 метрів                        |
| Середня осадка (по КВЛ)    | 9,4 метра                        | 9,4 метра                        |
| Водотоннажність надводна   | 5780 тонн                        | 5780 тонн                        |
| Озброєння                  |                                  |                                  |
| Торпедно- мінне озброєння  | 4 × 21 (533 мм) торпедні апарати | 4 × 21 (533 мм) торпедні апарати |

«Гротон» (англ. USS Groton (SSN-694)) — багатоцільовий атомний підводний човен, є 7-тим в серії з 62 підводних човнів типу «Лос-Анжелес», побудованих для ВМС США. Він став третім кораблем ВМС США, який отримав назву на честь міста Гротон, штат Коннектикут, яке є центром виробництва підводних човнів компанії Electric Boat Corporation, підрозділу корпорації General Dynamics. Призначений для боротьби з підводними човнами і надводними кораблями противника, а також для ведення розвідувальних дій, спеціальних операцій, перекидання спецпідрозділів, нанесення ударів, мінування, пошуково-рятувальних операцій.

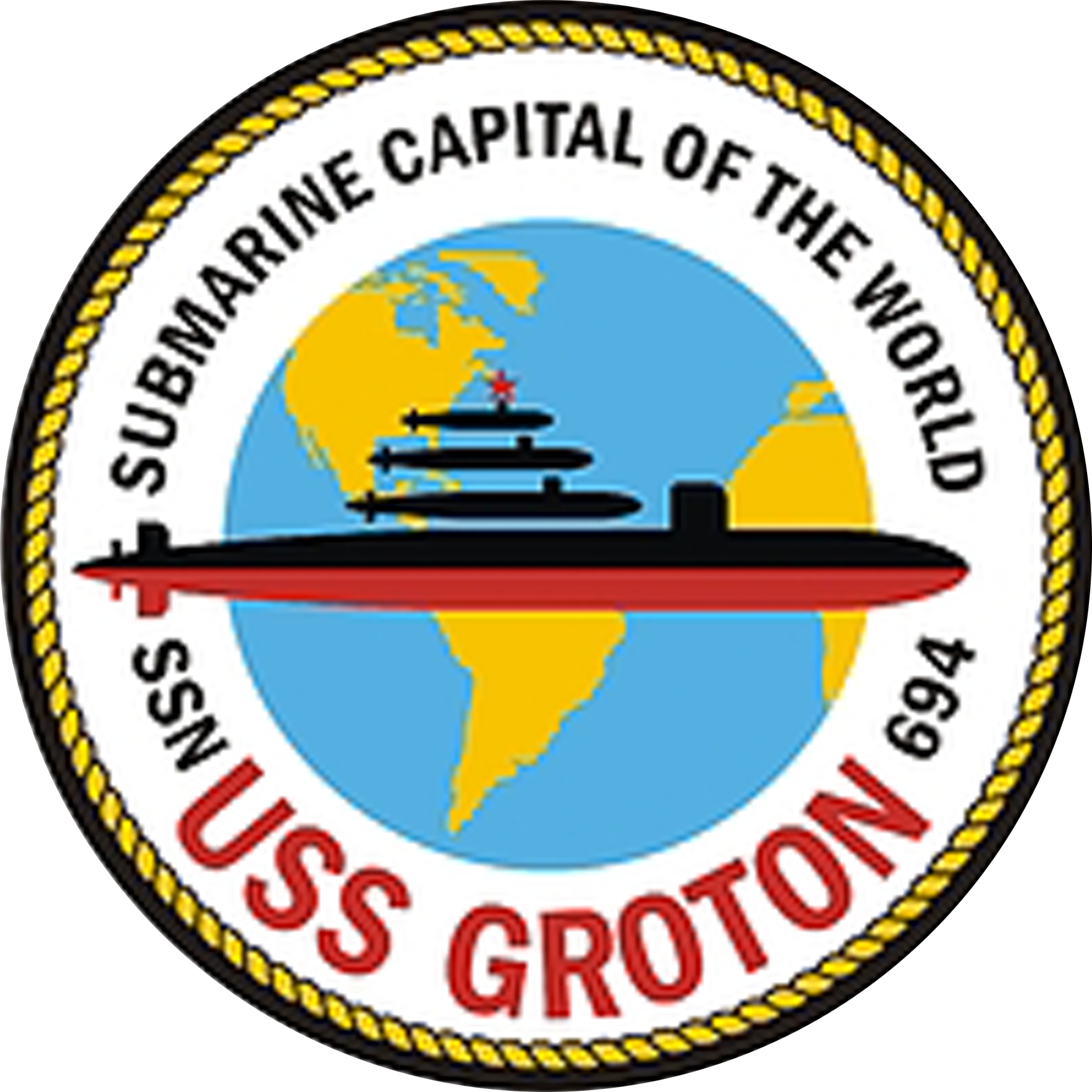
Емблема човна

Атомний підводний човен USS Groton (SSN-694) був побудований на верфі компанії General Dynamics Electric Boat в місті Гротон, штат Коннектикут, відповідно до контракту від 31 січня 1971 року. Церемонія закладання кіля відбулася 3 серпня 1973 року. Спуск на воду відбувся 9 жовтня 1976 року. Хрещеною матір'ю стала Енн Френсіс Річардсон, дружина міністра торгівлі Елліота Річардсона. Зданий в експлуатацію 8 липня 1978 року.
Підводний човен відправився у своє перше розгортання у березні 1980 року до Індійського океану. Повернувся назад до рідного порту Гротон, штат Коннектикут, через Панамський канал, таким чином човен завершив навколосвітню подорож в жовтні 1980 року.
У 1997 році, лише після 19 років служби, підводний човен був виведений з експлуатації. Це заощадило ВМС США витрати на відновлення реакторного палива, а також заощадило експлуатаційні витрати. Скорочення флоту, яке йшло паралельно із виведенням з експлуатації старих суден, було спричинене геополітичними змінами, а саме закінченням холодної війни.